# Giordano Cottur
Giordano Cottur (* 24. Mai 1914 in Triest; † 8. März 2006 ebenda) war ein italienischer Radrennfahrer. Er wurde jeweils Dritter beim Giro d’Italia 1940, 1948 und 1949. 1939 gewann er das Rennen Giro dell’Umbria.